# Cultura ecuestre en Mongolia

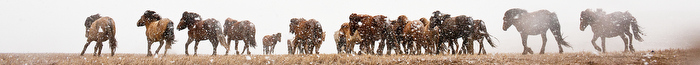
Una manada de caballos corre a través de una tormenta de invierno en Mongolia.

La cultura ecuestre en Mongolia desempeña un papel importante en la vida diaria y nacional de los mongoles; se dice tradicionalmente que «un mongol sin caballo es como un pájaro sin alas». Elizabeth Kendall, que viajó a través de Mongolia en 1911, observó: «Para apreciar al mongol debe verlo a caballo, y de hecho, rara vez se le ve de otra manera, ya que no pone un pie en el suelo si puede evitarlo. El mongol sin su caballo es únicamente la mitad de un mongol, pero con su caballo es tan bueno como dos hombres. Es un espectáculo verlo desgarrar la llanura, la brida suelta, el asiento fácil, como el vaquero occidental, pero con menos extensión.»
Mongolia tiene más de 3 millones de caballos, una población equina que supera en número a la población humana del país. Los caballos viven al aire libre todo el año a 30 °C (86 °F) en verano hasta −40 °C (−40 °F) en invierno, y buscan comida por su cuenta. La leche de yegua se transforma en el kumis nacional de bebidas, y algunos animales se sacrifican para obtener carne. Aparte de eso, sirven como animales para montar, tanto para el trabajo diario de los nómadas como en las carreras de caballos. Los caballos mongoles fueron un factor clave durante la conquista del Imperio mongol en el siglo XIII.
De los cinco tipos de animales de manada típicamente reconocidos en Mongolia (caballos, camellos, bueyes/yaks, ovejas y cabras), se considera que los caballos tienen el mayor prestigio. Un nómada con muchos caballos es considerado rico. Los mongoles individualmente tienen caballos favoritos. Cada miembro de la familia tiene su propio caballo, y algunos miembros de la familia favorecen a sus caballos preferidos manteniéndolos sin trabajar.
Los caballos generalmente se consideran competencia de los hombres, aunque las mujeres también tienen un amplio conocimiento de la equitación. Los hombres se encargan del pastoreo, de las carreras y de la táctica. Tradicionalmente, los hombres, —o en los tiempos modernos, las mujeres— también ordeñan a las yeguas.

## Cuidado y aseo

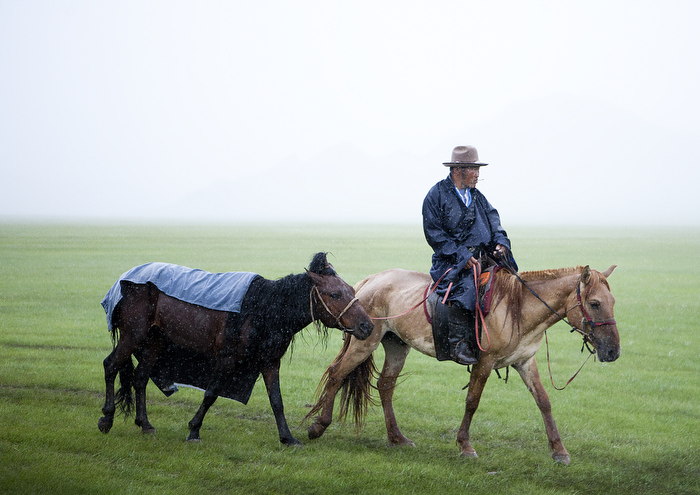
La crin del caballo de la derecha ha sido recortada, excepto por un parche cerca de la cruz. El caballo de la izquierda se utiliza para las carreras en el festival anual de Naadam, y en su pata delantera se ha puesto un nudo en la parte superior.

En comparación con los métodos occidentales, los mongoles adoptan un enfoque de «no intervención» en el cuidado de los caballos. Los caballos no son bañados o alimentados con alimentos especiales como granos o heno. Más bien, simplemente se les permite pastar libremente en la estepa, cavando a través de la nieve para encontrar forraje en el invierno. Debido a que la naturaleza provee tan bien al caballo mongol, su crianza cuesta poco o nada. Como tal, los caballos no son un artículo de lujo caro como en la cultura occidental, sino una necesidad práctica de la vida cotidiana. Los pastores consideran a sus caballos como una forma de riqueza y una fuente de las necesidades diarias: transporte, comida y bebida. Los jinetes mongoles tienen caballos favoritos individuales. Cada miembro de la familia tiene su propio caballo, que puede recibir un tratamiento especial. 
En Mongolia, los establos, los pastos y los establos son la excepción, no la regla. Por lo general, se permite que los caballos deambulen libremente; si son necesarios, pueden ser amarrados temporalmente. El poste de enganche utilizado para este fin difiere de la concepción occidental habitual de una barra colocada sobre dos postes. Estas creaciones son realizadas en mayor parte en madera, y en las estepas son raras verlas. En su lugar, los caballos pueden estar atados a un único poste de madera o a una gran roca. Debido a que se permite que los caballos vivan de la misma manera que los caballos salvajes, requieren poco en cuanto al cuidado de los cascos. Los cascos se dejan sin cortar y sin herrar y los herradores son básicamente inexistentes. A pesar de la falta de atención, los caballos mongoles tienen pezuñas duras y fuertes y rara vez experimentan problemas en los pies. Durante el verano, los caballos mongoles a menudo se paran en un río, si está disponible, para mantener a los insectos alejados.
Los mongoles dicen que los caballos gordos tienen «hierba en el vientre» mientras que los caballos magros tienen «agua en el vientre». Los pastores prefieren hacer viajes largos durante las temporadas en que los caballos están bien alimentados para evitar que los animales cansados o delgados se esfuercen. Especialmente en primavera, los caballos son vulnerables al agotamiento: «Al final del invierno, los animales son un espectáculo espantoso. ... Los caballos son demasiado frágiles para ser montados y algunos apenas pueden caminar. ... Sin embargo, cuando aparece la nueva hierba, las razas de animales nativos mongoles tienden a recuperarse muy rápidamente».  Los caballos, junto con las ovejas y las cabras, tienen más posibilidades de sobrevivir en condiciones invernales difíciles que el ganado vacuno y las ovejas, ya que son capaces de separar la nieve de la hierba con sus labios diáfanos. Cuando un zud (invierno de mucha nieve) golpea, el patrón típico es que el ganado muere primero, luego las ovejas, los caballos y finalmente las cabras. Por lo tanto, los caballos son los segundos animales más resistentes al invierno criados por los mongoles.
Las yeguas comienzan a parir en mayo y continúan durante todo el verano Los potros enfermos o fríos a veces son llevados al ger, envueltos en pieles o fieltros, y colocados al lado del fuego.
Una manada típica de Mongolia consiste de 15 a 50 yeguas y capones debajo de un semental. Algunos sementales pueden manejar manadas de hasta 70 animales, aunque se consideran individuos excepcionales. El semental tiene la tarea de liderar la manada, criar potros y defender a la manada contra los lobos. El semental de la manada, en lugar del propietario humano, se encarga de la gestión diaria de la manada. Elizabeth Kendall observó en 1911 que, «Cada grupo de caballos está a cargo de un semental que mira con dureza a las yeguas, luchando salvajemente con cualquier otro semental que intente unirse a la manada. Me dicen que el propietario únicamente necesita contar sus sementales para estar seguro de que todas las yeguas han vuelto a casa».
Como las yeguas se usan para potros y ordeños, no se usan a menudo para el trabajo; el trabajo es para los capones. Los criados en lugar de los sementales son los animales de trabajo preferidos. Los miembros del grupo étnico Darkhad montan en sus sementales únicamente una vez al año, en tres días especiales durante el invierno. Hay caballos especiales dentro de cada manada que se usan para cuerdas, carreras, belleza o paseos a distancia. Un pastor puede poseer uno o varios rebaños de caballos, cada uno encabezado por su propio semental. Una pareja de recién casados recibirá un regalo de caballos por parte de los padres, tanto del lado del esposo como de la esposa. Cada familia le dará a la pareja 10 a 15 caballos cada uno y dos sementales para que puedan comenzar su propia manada. El semental extra se vende o se intercambia.
El corte de melena varía según la región. Los sementales siempre se dejan sin recortar; una melena larga y gruesa se considera un signo de fuerza. Los capones sin embargo, se recortan. Entre el grupo étnico Darkhad, el bloqueo se corta y la senda de la brida se deja sin sujetar. A veces, la melena de un caballo se corta corta, excepto por un parche cerca de la cruz. Los mongoles guardan la melena cortada del caballo por razones espirituales. Tanto el pelo de la cola como el de la melena también se pueden convertir en varios productos espirituales y utilitarios, es decir, estandartes o cuerdas. Las crines siempre se dejan durante el invierno para mantener el caballo caliente. La única herramienta de aseo utilizada es un cepillo. La cola generalmente se deja sin sujetar. Cuando un caballo se gelifica en la primavera, se puede cortar la punta de la cola. El caballo capón puede o no hacerse; si es así, se hace en el otoño.
Durante las carreras, el picaporte se coloca en un nudo que sobresale de la cabeza del caballo. La parte peluda de la cola también puede tener una corbata alrededor de la mitad. Para los caballos de carrera, el propietario también tendrá un raspador de madera para limpiar el caballo después de una carrera. Después del Naadam, los espectadores se acercarán a tocar la crin y el sudor de los caballos ganadores, como un signo de respeto y una forma de embeber la buena fortuna. El caballo ganador también es rociado con kumis.
La crianza se realiza cuando un potro tiene 2-3 años de edad. La fecha elegida para el evento puede ser fijada por un lama para asegurar la buena fortuna. Se atrapan los potros a castrar y se atan las piernas. Los animales son empujados de lado. La pata trasera más alta del caballo está atada a su cuello, exponiendo sus testículos. Los genitales se lavan, luego se cortan con un cuchillo que se ha limpiado en agua hirviendo. Posteriormente, la herida se enjuaga con leche de yegua, una práctica destinada a fomentar la curación. Un observador informó: «El animal no parece experimentar mucho dolor durante la operación, pero tiende a estar en un estado de confusión cuando se lo suelta en la estepa».
Una familia entera, normalmente, se unirá al proceso de castración; dependiendo de la cantidad de potros a ser castrados, varias familias pueden participar para que la castración se complete en un día. Cuando se termina el trabajo de castración, los testículos se utilizan para fines rituales. Uno de los testículos amputados se pincha con un cuchillo para permitir la inserción de una cuerda; la cuerda luego se sujeta a la cola del nuevo castrado, asumiendo que una vez que el testículo se haya secado, la herida habrá terminado de curarse. El testículo restante es cocinado en las cenizas del hogar y comido por el jefe de la familia para adquirir la fuerza del semental.

## Equitación y entrenamiento

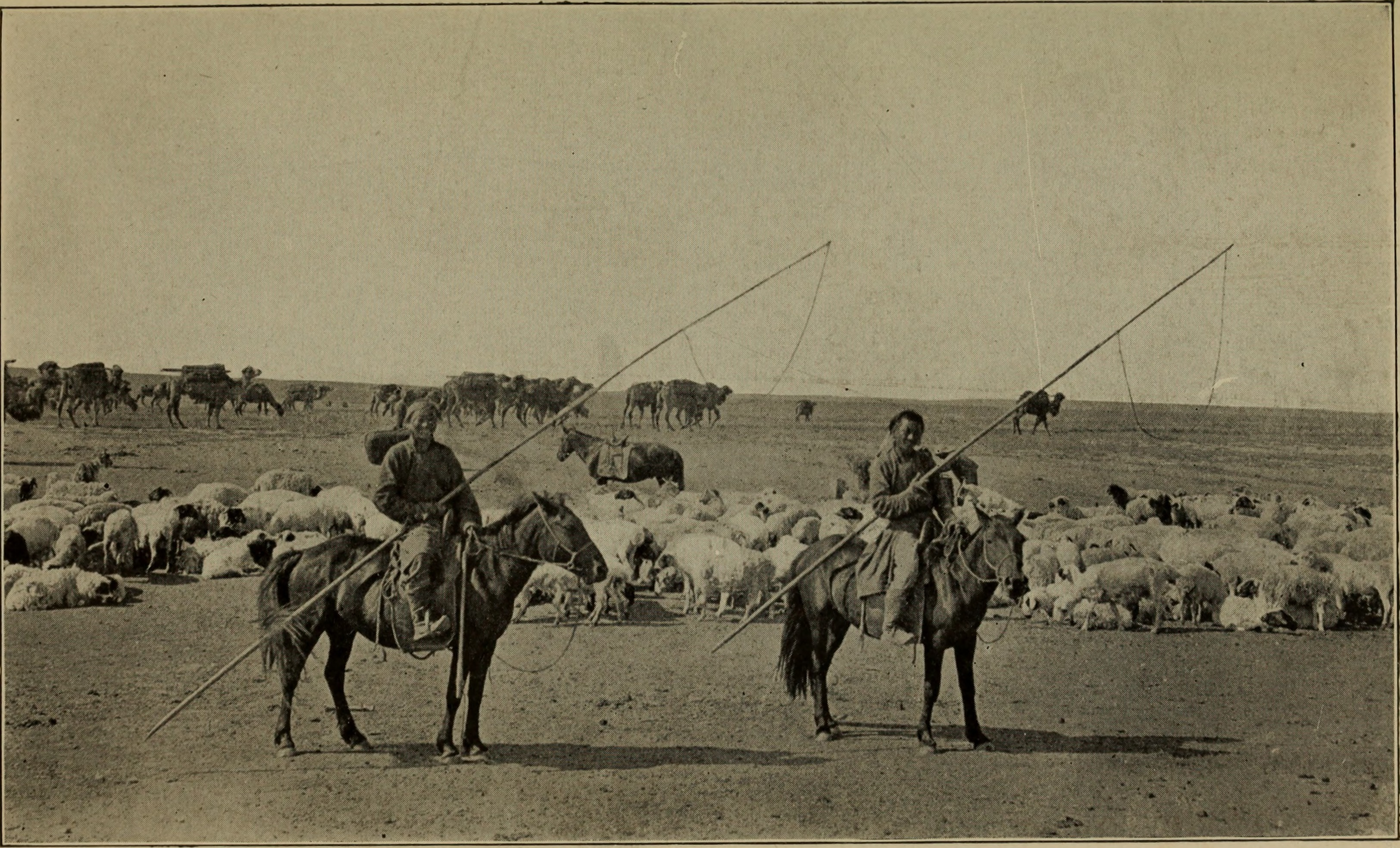
Los mongoles nómadas cabalgan en el caballo y sostienen lazos de caballos en la mano.(1921)

Los nómadas mongoles han sido considerados como algunos de los mejores jinetes del mundo. Durante la época de Genghis Khan, los arqueros de caballos mongoles eran capaces de realizar hazañas como deslizarse por el costado de su caballo para proteger su cuerpo de las flechas enemigas, mientras al mismo tiempo mantenían su arco bajo la barbilla del caballo y devolvían el fuego, todo al galope. En 1934, Haslund describió cómo un pastor que irrumpía en un caballo semi-salvaje era capaz de liberar y desenmarañar a su caballo, ya que se agitaba debajo de él. Escribió: «Es un placer ver a los mongoles en asociación con sus caballos, y verlos a caballo es una alegría ... la fuerza, rapidez y elegancia de un mongol superan a la de cualquier bailarín de ballet». Esta misma habilidad en la equitación se mantuvo en la antigüedad. Giovanni da Pian del Carpine, un fraile franciscano que visitó Mongolia durante la década de 1240, observó que «sus hijos comienzan tan pronto como tienen dos o tres años para montar y manejar caballos y galopar sobre ellos, y se les da lazos para que se ajusten a su estatura. y se les enseña a disparar; son extremadamente ágiles y también intrépidos. Las niñas y las mujeres jóvenes montan y galopan a caballo con agilidad como los hombres». Hoy como en la Edad Media, la educación de un jinete mongol moderno comienza en la infancia. Los padres colocarán a su hijo en un caballo y lo mantendrán allí antes de que el niño pueda aguantarse sobre sus pies sin ayuda. A la edad de 4 años, los niños montan a caballo con sus padres. A los 6 años, los niños pueden participar en carreras; a los 10 años, están aprendiendo a hacer su propia táctica.
Carpini notó que los mongoles no usaban espuelas —estas eran desconocidas en Asia Central en ese momento—; lo hicieron, sin embargo utilizaron un látigo corto. Este látigo tenía un lazo de cuero al final; cuando el jinete no lo estaba usando, lo dejaba colgar de su muñeca para poder tener las manos libres para realizar tareas, por ejemplo, tiro con arco. Era tabú usar el látigo como apoyo o tocar una flecha al látigo; tales crímenes eran punibles con la muerte. También era punible con la muerte golpear a un caballo con una brida.  Haslund observó que a partir de 1934, se consideraba un delito golpear a un caballo con un látigo en las áreas frente al estribo.
Las normas culturales de Mongolia fomentan el trato humano de los caballos. Después de pasar años en el país, Haslund no pudo recordar siquiera un caso de haber visto maltratar a un caballo. De hecho, descubrió que los mongoles que habían estado en China y observaron que usaban caballos normalmente regresaban «llenos de ira justa e indignación por las cargas pesadas y el trato cruel que los seres humanos tratan con sus animales». En la época de Genghis Khan, había reglas estrictas que dictaban la forma en que se utilizarían los caballos en la campaña. El Khan instruyó a su general Subutai: «Asegúrate de que tus hombres mantengan a su crupper colgando de sus monturas y de la brida de la boca, excepto cuando les permitas cazar. De esa manera, no podrán galopar a su antojo [agotando innecesariamente a los caballos]. Habiendo establecido estas reglas, cuídese de apoderarse y golpear a cualquier hombre que los rompa ... Cualquier hombre ... que ignore este decreto, corte su cabeza donde se ponga en pie».
La tachuela mongol difiere de la tachuela occidental en que está hecha casi completamente de piel en bruto, y utiliza nudos, en lugar de conectores metálicos. El diseño de la tachuela sigue un enfoque de «talla única», con sillines, cabestros y brocas, todos producidos en una sola talla. La tachuela mongol es muy ligera en comparación con la tachuela occidental; los obstáculos, en particular, son aproximadamente la mitad del peso de sus contrapartes occidentales. La silla de montar Mongol se puede ajustar para adaptarse a los yaks y camellos bactrianos.
La silla de montar mongol moderna es muy alta, con un marco de madera y varios discos de metal decorados que se destacan de los lados. Tiene un alto pomo, y se coloca sobre un paño de fieltro para proteger la espalda del caballo. El grueso abrigo del caballo también proporciona una barrera que ayuda a prevenir las llagas. En la Edad Media, los mongoles utilizaban un estilo diferente de silla de montar, y la principal diferencia era que el canto se aplanaba en la parte trasera en lugar de elevarse a un pico como el de una silla de montar mongol moderna. Esto permitió al jinete una mayor libertad de movimiento; con una silla de montar mínima, un arquero montado podría girar más fácilmente su torso para lanzar flechas hacia la parte trasera.

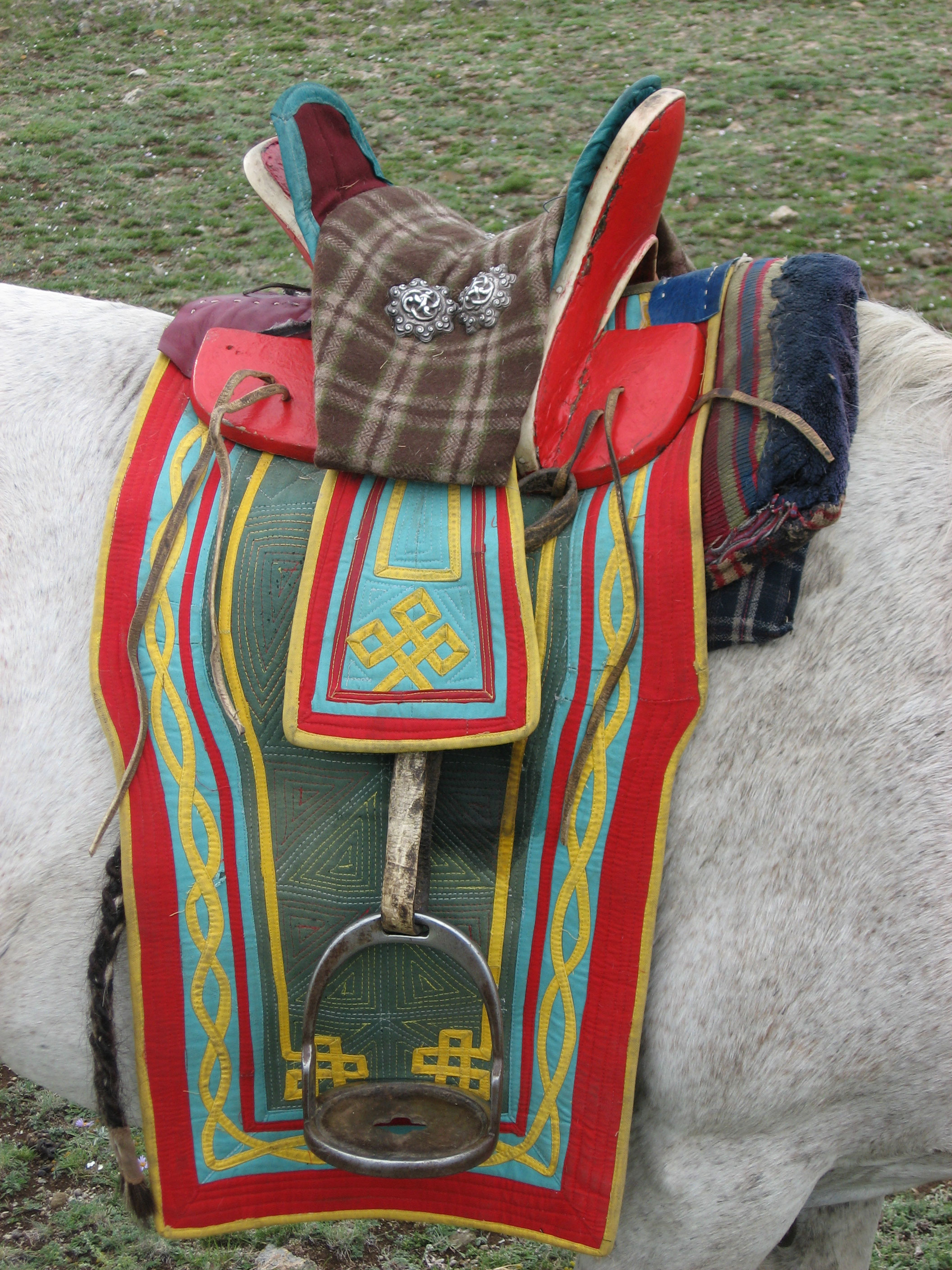
La silla de montar de Mongolia, muestra estribos cortos, alto pomo, y discos de metal distintivos.

La silla de montar de Mongolia, tanto medieval como moderna, tiene estribos cortos similares a los utilizados por los caballos de carreras modernos. El diseño de los estribos hace posible que el jinete controle al caballo con sus piernas, dejando sus manos libres para tareas como el tiro con arco o sujetar un poste. Los jinetes frecuentemente se pararán en los estribos mientras viajan.
El diseño de la silla de montar permite un único control marginal de la marcha. En la mayoría de las situaciones, el caballo decidirá el modo de andar por su cuenta, mientras que el jinete se ocupará de otras tareas, como arrear ganado. Muy a menudo, un caballo mongol elegirá galopar. El caballo mongol ocasional tendrá una marcha ambulante, lo que quiere decir que levantará ambos cascos a la vez y luego los cascos a la vez, etc. Estos caballos se llaman joroo y se dice que «se deslizan como si se tratara de hielo, tan suavemente que uno puede trotar en una sosteniendo una taza llena y no derramar ninguno de los contenidos». Los mongoles, que viajan cientos de millas a caballo a través de la estepa sin caminos, valoran mucho a los caballos con un paso suave.
Se requiere que los jinetes mongoles aprendan todo lo necesario para cuidar a un caballo. Esto se debe a que, por lo general, no emplean expertos externos, como capacitadores, herreros o veterinarios, y deben hacer todo por sí mismos. Para problemas particularmente difíciles, se puede llamar a los ancianos locales o incluso a un veterinario externo si se puede encontrar uno. Los materiales tales como libros sobre entrenamiento de caballos o atención médica son poco comunes y rara vez se utilizan. El conocimiento informal se transmite oralmente de padres a hijos.
Aunque los caballos mongoles son pequeños, se usan para transportar jinetes muy grandes y pesados. Esta habilidad se debe en parte al hábito de los jinetes de cambiar frecuentemente los caballos para no sobrecargar a ningún animal en particular. Sin embargo, los caballos mongoles también son muy fuertes. Un caballo Darkhad que pesa unos 250 kg. puede llevar una carga de 300 kg, el equivalente a llevar otro caballo en su espalda. Al tirar de un carro, un equipo de cuatro caballos mongoles puede trasladar una carga de 4400 libras por 50–60 km al día.
Los caballos no suelen ser montados hasta que tienen tres años de edad; un caballo de dos años puede romperse con un jinete particularmente ligero para evitar problemas de espalda. El proceso de ruptura es bastante simple: el jinete simplemente se sube y deja que el caballo corra hasta que se agote. Luego se enseña al caballo a responder al tirón de las riendas. En la provincia de Khövsgöl, los caballos se pueden domar en corrales redondos. Sin embargo, esta práctica no es común en el resto de Mongolia; la madera es demasiado escasa para desperdiciarla.
Dado que los caballos individuales se montan con poca frecuencia, se vuelven casi salvajes y deben ser atrapados y domados nuevamente cada vez que se usan. Un pastor debe atrapar primero el caballo que quiere; para hacer esto, monta un caballo especial que ha sido entrenado para ese propósito. Llevando un lazo atado a un palo largo, persigue al caballo que quiere y lo coloca alrededor de su cuello. El caballo de captura ayuda a los pastores a retirarse del caballo enroscado hasta que se cansa y deja de correr. En este punto, otro jinete subirá y colocará una silla de montar sobre él. El caballo correrá y peleará hasta que recuerde su entrenamiento anterior y se permita montar.  La parte de captura puede tardar varias horas, según el terreno, la habilidad del receptor y el equipo utilizado.

## Caballos de guerra

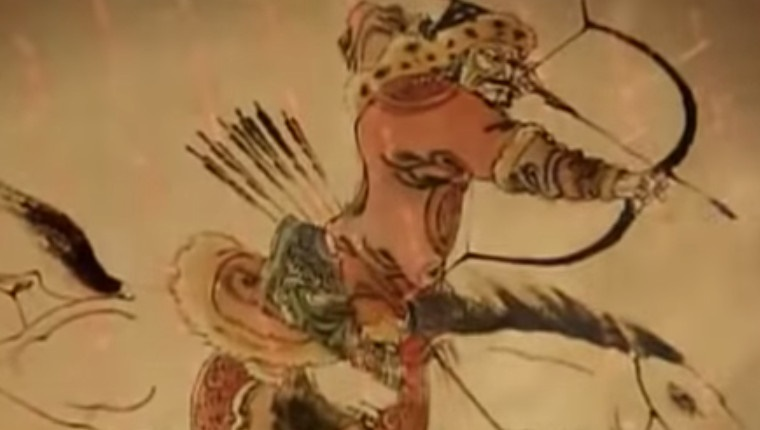
Guerrero mongol montado en su caballo, preparando un tiro con arco.

Los caballos mongoles son más conocidos por su papel como los caballos de guerra de Genghis Khan, quien tiene la reputación de haber dicho: «Es fácil conquistar el mundo desde la espalda de un caballo». El soldado mongol confió en sus caballos para proporcionarle comida, bebida, transporte, armadura, zapatos, adornos, cuerdas de arco, cuerda, fuego, deporte, música, caza, entretenimiento, poder espiritual y, en caso de su muerte, una montaña para paseo en el más allá.  El ejército, las armas, los aparejos de guerra y las tácticas militares del Khan se construyeron alrededor de la idea de los arqueros de caballería montados y, en menor medida, de la caballería ligera y pesada. En la The Secret History of the Mongols, se registra que Genghis Khan instó a su general Subutai a perseguir a sus enemigos como si fueran caballos salvajes con un lazo de gancho alrededor del cuello. Los gobernantes enemigos capturados a veces eran pisoteados por caballos.
Como transporte de guerra, el caballo mongol se comparó favorablemente con otras razas en uso en ese momento. Los caballos mongoles necesitaban poca agua, y no necesitaban ser alimentados con raciones diarias de grano, como lo hacían muchas razas europeas. Su capacidad para forrajear debajo de la nieve y encontrar su propia comida les permitía a los mongoles operar sin largos trenes de suministro, un factor clave para su éxito militar. Los caballos mongoles fueron criados para sobrevivir en condiciones difíciles, lo que hizo posible que los mongoles organizaran exitosas campañas de invierno contra Rusia. La excelente resistencia a larga distancia del caballo mongol permitió a los guerreros superar a la caballería enemiga durante la batalla; la misma resistencia le otorgó a los mongoles una ventaja de comunicación en sus frentes muy extendidos, ya que los mensajes tenían que ser transmitidos por caballos. La principal desventaja del caballo mongol como corcel de guerra fue que era más lento que algunas de las otras razas que se enfrentaba en el campo de batalla. Sin embargo, este inconveniente fue compensado por el hecho de que normalmente se requería llevar menos peso que otros caballos de caballería. Aunque el caballo mongol es casi un poni, adquirió una reputación temible entre los enemigos de los mongoles. Mateo de París, un escritor inglés de los años 1200, describió los pequeños corceles como «caballos grandes y fuertes, que comen ramas e incluso árboles, y que [los mongoles] deben montar con la ayuda de tres pasos debido a la escasez de sus muslos». —Aunque cortos, los mongoles en realidad no usaron pasos para montar—.
Se dice que el caballo de un guerrero mongol acudiría a su silbato y lo seguiría como un perro. Cada guerrero traería una pequeña manada de caballos con él —3-5 era el promedio, pero podían llegar hasta 20— como remontadas. Alternarían caballos para que siempre montaran un caballo fresco. Giovanni da Pian del Carpine notó que después de que un guerrero mongol hubiera montado un caballo en particular, el hombre no lo montaría nuevamente hasta tres o cuatro días después.

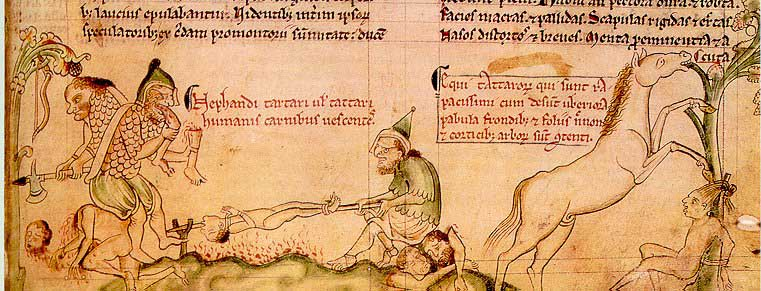
La representación imaginativa de Mateo de París en Chronica Majora, de un caballo mongol comiendo árboles mientras sus jinetes disfrutan de un festín de caníbales. Los mongoles no efectuaban la práctica de comerse a sus enemigos.

Los soldados preferían montar yeguas en lactancia porque podían usarlos como animales lecheros. En tiempos de desesperación, también cortarían una vena menor en el cuello de su caballo y drenarían algo de sangre en una taza. Esto lo beberían ya sea «simple» o mezclado con leche o agua. Este hábito de beber sangre —que se aplicaba tanto a los camellos como a los caballos— sorprendió a los enemigos de los mongoles. Mateo de París, un escritor inglés de los años 1200, escribió con desprecio: «... ellos [los mongoles] han utilizado mal a sus cautivos porque tienen a sus yeguas. Son inhumanos y bestiales, más bien monstruos que hombres, sedientos y bebiendo sangre. ..»
Los ejércitos mongoles no tenían largos trenes de abastecimiento; en cambio, ellos y sus caballos vivían de la tierra y de la gente que vivía allí. Ibn al-Athir observó: «Además, ellos [los mongoles] no necesitan comisario, ni transporte de provisiones, porque tienen con ellos ovejas, vacas, caballos y cuadrúpedos similares, cuya carne comen. En cuanto a las bestias que cabalgan, éstas cavan en la tierra con sus pezuñas y comen las raíces de las plantas, sin saber nada de cebada. Era importante que los mongoles encontraran buenos pastos para sus rebaños de rebaños o en su defecto, capturar los alimentos del enemigo». Durante la conquista de la ciudad de Bujara, el grito de Gengis Khan, «Alimenta a los caballos», indicaba que los soldados debían saquear y masacrar a los habitantes; Gengis Khan advirtió a Subutai que tuviera cuidado de conservar la fuerza de sus caballos en largas campañas, advirtiéndole que no serviría de nada perdonárselos después de que ya se hubieran agotado.

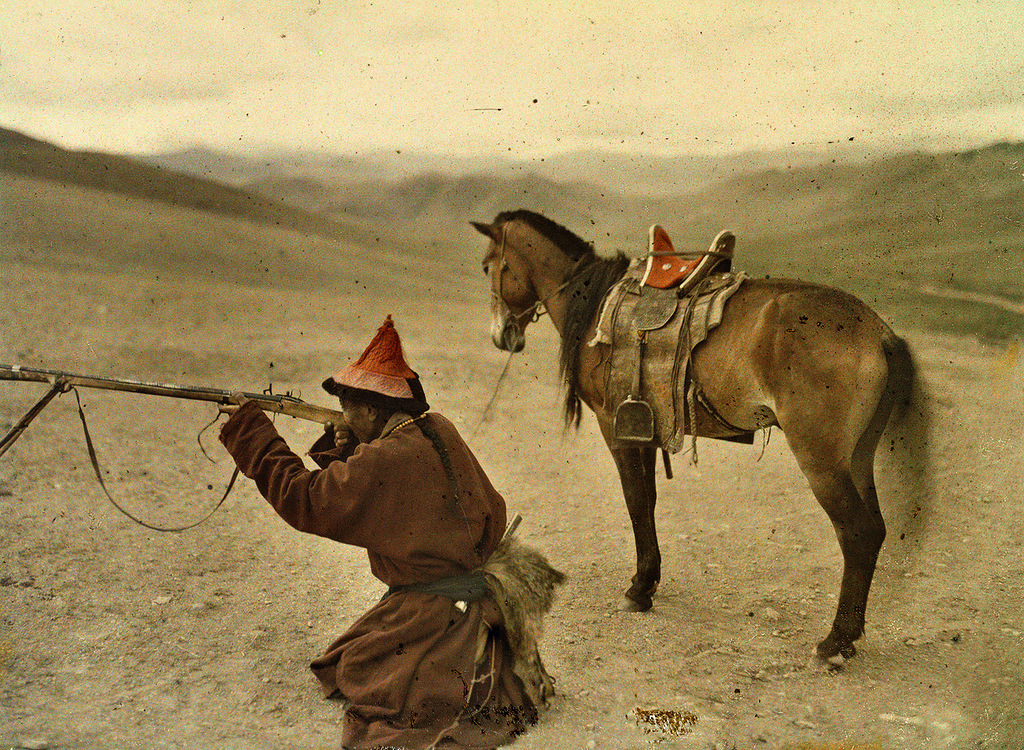
Cazador mongol en 1913.

Los caballos mongoles se han utilizado durante mucho tiempo para la caza, que se consideraba un deporte, un medio de vida y un entrenamiento para las empresas militares.  Animales como las gacelas eran capturadas con arco y flecha desde las espaldas de los caballos, mientras que otros animales eran acorralados por jinetes a caballo.
Para los mongoles, las tácticas utilizadas en la caza a caballo no eran muy diferentes de las utilizadas en la caza a caballo de la caballería enemiga. Los ejércitos también cazaban comida durante la marcha, una actividad que podía desgastar a los caballos. Genghis Khan, preocupado que sus soldados usarían la fuerza de sus caballos antes de alcanzar el campo de batalla, ordenó al general Subutai que fijara límites a la cantidad de caza que sus hombres hacían. En 1911, los jinetes todavía cazaban lobos a caballo. Elizabeth Kendall observó: «Estos lobos mongoles son grandes y salvajes, a menudo atacan a las manadas, y uno solo derriba un buen caballo o un buen buey. El pueblo hace una guerra más o menos infructuosa contra ellos y a veces organizan una especie de batida. Los hombres, armados con lazo, están apostados en puntos estratégicos, mientras que otros, al sacar a los lobos de su guarida, los ponen a su alcance».
Los mongoles utilizaban muchas herramientas destinadas específicamente a atacar a los jinetes montados. La lanza utilizada por los guerreros tenía un gancho en el extremo que se usaba para deshacer a los oponentes y enganchar las patas de los caballos de los enemigos. También usaban flechas silbantes para asustar a los caballos rivales.  Los mongoles no tenían reparos en disparar a las monturas desde debajo de otras caballerías; incluso había un tipo particular de flecha especialmente diseñada para este propósito. Por esta razón, los caballos de los individuos acomodados llevaban armaduras de hierro o placas de cuero endurecido llamadas lamelas. La armadura era una cubierta de cuerpo entero con cinco piezas distintas que protegían la cabeza, el cuello, el cuerpo y los cuartos traseros. Los mongoles preferían usar un látigo para empujar a sus caballos durante la batalla, mientras que sus oponentes europeos preferían las espuelas.  El látigo les proporcionó una ventaja táctica porque era más seguro y eficaz que las espuelas: un látigo se puede sentir a través de la armadura y no daña al caballo, mientras que las espuelas no se pueden sentir a través de la armadura y lesionan al caballo. Cuando los mongoles deseaban ocultar sus movimientos o hacerse parecer más numerosos, a veces ataban una rama de árbol a la cola de su caballo para levantar polvo, oscureciendo su posición y creando la ilusión de un grupo más grande de jinetes.
Se cuenta que Jebe le disparó al caballo de Genghis Khan durante una batalla. El animal en cuestión tenía un bozal con manchas blancas. Cuando Jebe fue capturado más tarde, admitió de plano en la cara del Khan que había disparado la flecha en cuestión. Genghis Khan admiraba el coraje del hombre, y en lugar de matar a Jebe, lo llevó a su propio ejército. Muchos años más tarde, cuando Jebe se había convertido en general, Genghis Khan se preocupó de que su subordinado tuviera ambiciones de reemplazarlo. Para disipar las sospechas del Khan, Jebe le envió un regalo de 1.000 caballos con bozales de moteado blanco.
Los caballos se utilizaban para guiar los barcos improvisados de los mongoles a través de los ríos. Pian de Carpine describió el procedimiento de la siguiente manera: «Cuando llegan a un río, lo cruzan de la siguiente manera, aunque sea grande: los caciques tienen una piel redondeada y clara, alrededor de cuya parte superior tienen agujeros muy cercanos por las que pasan una cuerda, y la estiran para que salga del vientre, y esta la llenan de ropa y otras cosas, y luego la atan con mucha fuerza. Después de eso ponen sus monturas y otras cosas duras sobre ella, y los hombres también se sientan en ella. Luego atan la barca así hecha a la cola de un caballo, y un hombre nada adelante conduciéndola; o a veces tienen dos remos, y con ellos reman sobre el agua, cruzando así el río. Algunos de los más pobres tienen una bolsa de cuero, bien cosida, cada una con otra; y en esta bolsa o saco ponen su ropa y todas sus cosas, y atan bien la boca de la bolsa, y la sujetan a la cola de un caballo, luego la cruzan como se indica arriba».
Los mongoles recorrieron distancias continentales a caballo.  En particular, el ejército europeo del general Subutai luchaba a 5.000 km de distancia de su patria en Mongolia.  Dado que sus fuerzas no viajaron en línea recta, sino que hicieron varios desvíos en el camino, los 5.000 kilómetros se traducen en un paseo a caballo que se ha estimado en 8.000 km de longitud total.
Los mensajes se transportaban rápidamente por todo el imperio mongol mediante un sistema de retransmisión de estilo poni-express en el que los jinetes pasaban los mensajes de estación en estación, cambiando cada vez a un caballo nuevo. Un sistema similar de correo acelerado a caballo se seguía practicando en Mongolia en 1911.  Elizabeth Kendall lo describió de la siguiente manera: «En virtud de los tratados de 1858 y 1860 se estableció una ruta posterior entre la frontera rusa y Kalgan, y a pesar de la competencia ferroviaria a través de Manchuria, un puesto de caballos sigue cruzando el desierto tres veces al mes en cada sentido. Los mongoles que son empleados para el trabajo van de ciudad en ciudad en siete días, galopando todo el camino, con frecuentes cambios de caballos y, menos frecuentes, de hombres».

## Creencias espirituales
Se cree que el espíritu de un semental reside dentro de su crin; por lo tanto, una melena larga y gruesa se considera una marca de un animal fuerte. La melena de un semental nunca se corta, aunque sí lo son las crines. Después de que un semental muere, el dueño puede salvar la melena. El primer potro del año también tendrá una bufanda azul atada alrededor de su cuello; se cree que este potro representa la fuerza del nacimiento de potros del año. Cuando un jinete mongol pasa un ovoo, pueden ofrecer algunos de los pelos de la cola de su caballo antes de continuar.
Una familia puede tener un caballo sagrado entre su rebaño, lo que significa un pañuelo azul atado alrededor del cuello. El caballo generalmente nunca se monta, aunque en raras ocasiones el jefe de familia puede hacerlo. Históricamente, los caballos fueron sacrificados en ocasiones especiales; se registra que 40 caballos fueron sacrificados en el funeral de Genghis Khan. Cuando un guerrero mongol moría, su caballo sería matado y enterrado con él. En 1253, William de Rubruk observó la escena de un funeral reciente donde las pieles de dieciséis caballos habían sido colgadas en largos postes, con cuatro pieles apuntando hacia cada esquina de la brújula. También había kumis (leche de yegua) para que el difunto bebiera.
La leche de yegua se usaba en una variedad de ceremonias religiosas.  En The Secret History of the Mongols, se registra que Genghis Khan roció leche de yegua en el suelo como una forma de honrar a una montaña por protegerlo.  Antes de la batalla, los mongoles rociaban leche de yegua en el suelo para asegurar la victoria. La leche rociada también se utilizaba para la purificación; los enviados al Khan tenían que pasar entre dos fuegos mientras eran rociados con leche de yegua para limpiarlos de artefactos malvados y brujería.  Guillermo de Rubruck señaló en 1253 que, «Si él [un amo mongol de la casa] bebiera [licor mientras] está sentado en un caballo, primero antes de beber le tendría que echar un poco en el cuello o en la crin del caballo».
En los tiempos modernos, los caballos mongoles pueden ser bendecidos con un poco de leche de yegua antes de una carrera. Después de las carreras nacionales del festival Naadam, los caballos ganadores son rociados con leche de yegua, y los cinco mejores caballos en cada categoría de carrera son nombrados los «cinco kusmis». Después de un partido de lucha libre en Naadam, el ganador tomará un sorbo de kusmis y lanzará algunos al aire. La leche también puede ser rociada cuando las personas se van de viaje.
Cuando muere un caballo favorito, el propietario puede disponer de los restos de varias maneras. Para mostrar respeto, pueden tomar el cráneo del caballo y colocarlo sobre un ovoide, un montón de rocas utilizadas en la religión chamánica. Otros creen que cuando se mata a un caballo por comida, su cráneo debe ser dejado en el campo debido a la santidad del caballo. Se considera irrespetuoso pisar el cráneo o las pezuñas de un caballo; por esta razón, tales restos pueden ser colgados de un árbol. Se cree que los caballos tienen espíritus que pueden ayudar o lastimar a su dueño después de la muerte. Cuando el espíritu de un caballo fallecido está contento, el rebaño del dueño florecerá; si no, entonces el rebaño fracasará.

## Caballos en la mitología, la canción y el folklore

### Mitología

Representación del Caballo de Viento como emblema nacional de Mongolia.

Según la tradición chamánica, el alma de una persona se llama caballo de viento (хийморь, Khiimori). El caballo del viento se representa en el escudo de armas oficial de Mongolia, que cuenta con un caballo alado. Entre los chamanes tngri, las 99 divinidades más altas del tengrianismo, hay una deidad ecuestre llamada Kisaγa Tngri que protege las almas y también las riquezas. Otra divinidad, Ataγa Tngri, es un protector de los propios caballos. El tambor utilizado por los chamanes a menudo estaba hecho de piel de caballo, el tambor mismo representaba «el animal de silla de montar en el que se apoya el chamán o la montura que lleva el espíritu invocado al chamán».
En la epopeya El rey Gesar, los demonios montan caballos antinaturales que no tienen cola.

### Folklore y cantos
Como muchas culturas, los mongoles tienen historias de caballos mágicos. En una historia, una figura de Robin Hood mongol robó el ganado de los ricos y se los dio a los pobres. Un día, un oficial de la ley lo perseguía a caballo, y llegó a un río que su caballo no podía cruzar. Parecía que pronto lo atraparían, pero al ver una montaña en la distancia, le pidió ayuda y su caballo se levantó del suelo y voló sobre el río hasta la cima de la montaña.
En Mongolia, el caballo está «omnipresente en la canción, en las historias y en el arte». Una leyenda gira en torno a la invención del violín de la cabeza de caballo, un instrumento favorito musical mongol. En este cuento, un pastor llamado Namjil el Cuco recibió el regalo de un caballo volador; lo montaba en la noche y volaba para encontrarse con su amada. Una mujer celosa le cortó las alas del caballo, de modo que el caballo cayó del aire y murió. El afligido pastor hizo un violín de la cabeza del caballo con el pelo de la cola del caballo, ahora sin alas, y lo utilizó para tocar canciones conmovedoras sobre su caballo.
Otra leyenda sobre el origen del violín de cabeza de caballo dice que fue inventado por un niño llamado Sükhe (o Suho). Después de que un malvado señor mató al preciado caballo blanco del muchacho, el espíritu del caballo vino a Sükhe en un sueño y le instruyó que fabricara un instrumento a partir del cuerpo del caballo, para que los dos pudieran seguir juntos y ninguno de los dos se sintiera solo. Así que el primer violín de cabeza de caballo fue ensamblado, con huesos de caballo como su cuello, cuerdas de crin, piel de caballo cubriendo su caja de resonancia de madera, y su pergamino tallado en la forma de una cabeza de caballo.
Los caballos son personajes comunes en el folklore mongol. El motivo frecuentemente recurrente del joven potro que se separa de su familia y debe abrirse camino en el mundo solo es un tipo de historia que ha sido descrita como endémica de la cultura mongola. El caballo también ocupa un lugar destacado en el canto. En 1934, Haslund escribió: «De cuarenta y dos canciones mongolas que anoté en mis años en Mongolia, no menos de diecisiete son sobre caballos. Tienen títulos como: "El pequeño negro con dorso de terciopelo", "El tonto con orejas vivas", y todos ellos están llenos de conmovedoras evidencias del amor del mongol por sus caballos».
Dada la profunda integración de los caballos en la cultura de Mongolia, los mongoles tienen un amplio vocabulario de terminología equina. Hay más de 500 palabras en el idioma mongol que describen los rasgos de los caballos, con 250 términos únicamente para el color/patrón de la piel. En la literatura mongola, este rico vocabulario conduce a construcciones que parecen versadas, es decir, un poeta mongol puede decir: «Montó una yegua de 3 años con una raya negra en la espalda» en lugar de «montó un caballo».

### Poemas épicos
Los poemas épicos mongoles siempre asignan un caballo especial al héroe. El caballo puede nacer al mismo tiempo que el héroe o justo antes de él. Posee gran fuerza, velocidad, magia e inteligencia. El caballo puede tener el poder de cambiar mágicamente su forma; proporciona consejo al héroe, e incluso puede predecir el futuro. En lo que respecta a la última habilidad, el desarrollo de una trama que ocurre repetidamente es el desastre que se produce cuando el héroe ignora los consejos de su caballo. En otras epopeyas el héroe no puede derrotar a sus monstruosos enemigos sin pedir ayuda a su caballo. El caballo puede incluso usar sus poderes mágicos para ayudar al héroe a cortejar a su amada. «Por la frecuencia del motivo de los caballos en esta tradición, uno podría fácilmente tener la impresión de que los caballos son tan importantes como sus amos. Aún no se ha encontrado ninguna epopeya en esta tradición nómada que no tenga un corcel y la asistencia que brinda».

#### En la epopeya del Jangar
Una de las tres epopeyas orales tradicionales de Mongolia es el Jangar, en el que los caballos desempeñan papeles casi tan importantes como los de los héroes. El caballo más famoso de la epopeya es la montura Aranjagaan. Aranjagaan fue engendrado por un caballo celestial de siete años que bajó a aparearse con una yegua mortal junto a un lago (hay un conflicto intertextual sobre esto más tarde en la epopeya, donde el padre de Aranjagaan es descrito como un caballo ordinario que fue montado por el padre de Jangar). Las capacidades de Aranjagaan se describen en un estilo épico: «Estaba rojo por todas partes y tenía un cuerpo del tamaño de una colina. Tenía una cola y unas orejas enormes. Tenía pezuñas del tamaño de un redil de ovejas y un trasero tan duro como el hierro fundido. Tan pronto como nació, siseó y ahuyentó a los lobos, que habían acechado cerca del establo. A la edad de un año, se unió a una guerra. A los dos años, luchó en guerras al norte y al sur. Estaba en la flor de la vida a la edad de siete años. Aranjagaan siseó excitado, haciendo que las hojas de los árboles, las hierbas y las piedras tronaran e incluso asustando a los jabalíes a docenas de baraa de distancia. Su poder parecía irradiar desde su interior. Un salto adelante alejaría a su jinete cientos de metros. Su poder mantendría a cualquiera en gran temor. Su brillo rojo era ardiente y deslumbraba a todos los que lo veían.....  Incluso los rugidos de Aranjagaan sacudieron a sus enemigos y debilitaron sus rodillas.»
Tampoco estas descripciones épicas se limitan a Aranjagaan. Incluso los caballos sin nombre como el monte carmesí de Altan Gheej tienen capacidades glorificadas poéticamente. El caballo carmesí se describe como que tiene una cola de 80 pies de largo y orejas como mazos. Puede correr a galope completo durante dos meses seguidos y nadar a través del mar durante 25 días. El caballo escarlata de Moligen Tabuga se describe como tan grande como cuarenta y nueve mares. El caballo rojo de Sanale tiene orejas como barras de hierro. Estos tamaños y habilidades son típicos de todos los corceles épicos en el Jangar. En particular, se elogia el tamaño de la cola, las orejas y los cascos, aunque en ocasiones se encuentran las piernas de los caballos descritas como troncos de árboles, etc.
Son los caballos, no los héroes, quienes reclaman la ascendencia divina. De hecho, el motivo del caballo nacido divinamente se repite en la epopeya, como cuando se da la historia de la maravilla y el caballo blanco de Aletan Kale: «El padre del caballo era celestial. El caballo celestial se reunió con una hermosa mujer en el caballo. La orilla del lago Kas. Luego, el caballo celestial le lamió la cara y se fue volando, dejando a un compañero desconsolado. La hembra dio a luz a la cría y al caballo blanco con infinitas expectativas». Caballos como el aficionado y el blanco y Aranjagaan son considerados divinos a causa de su parentesco.
En las epopeyas de Mongolia, los caballos salvan a sus jinetes en batalla e incluso luchan junto a ellos. Cuando Jangar es golpeado con una flecha envenenada, Aranjagaan se da cuenta de lo que ha sucedido y cuidadosamente lleva a Jangar a la seguridad. Para evitar que su maestro se tambalee, el caballo se inclina hábilmente hacia adelante y hacia atrás, incluso llegando incluso a agacharse sobre sus patas delanteras o patas traseras cuando asciende y desciende colinas para mantener su nivel de espalda. Cuando llegan a una casa, él se acuesta para dejar que su jinete se caiga suavemente. En otra ocasión, Aranjagaan corre a un lugar donde se está produciendo una batalla y comienza a luchar, sin jinete, junto al héroe. Durante las peleas, la narrativa épica suele alternar entre describir el combate de los jinetes y las acciones de sus caballos, es decir, el héroe tira una lanza, luego el caballo del héroe se lanza hacia un enemigo. En las batallas, los poetas describen al caballo como un actor con voluntad propia. Hay pocas descripciones de re-arrastre o guía de la pierna; más bien, la impresión es que el caballo elige la mejor manera de continuar la lucha mientras trabaja en concierto con su jinete. Los caballos muerden y patean a los enemigos, e incluso morderán a los caballos enemigos. Durante una batalla, el caballo rojo de Sanale «le proporcionó un poder inagotable, pateó a los enemigos dieciocho mil veces desde la izquierda y luego dieciocho mil veces desde la derecha para que las lanzas, espadas y flechas se rompieran. Luchó como una gran águila extendiendo sus alas». Los caballos pueden ser heridos. En una batalla de larga duración, el caballo carmesí de Altan Gheej es «golpeado en negro y azul y tiene una costra en todas partes. Con los ojos cubiertos de sangre, el caballo estuvo casi atrapado por el enemigo varias veces. Al ver que la situación era urgente, Altan Gheej azotó al caballo. Al mar y nadé por un rato. La sangre se limpió y las heridas se curaron mágicamente». Los caballos están ansiosos por la batalla. Cuando el caballo lívido de Hongor ve a Hongor equipado para la guerra, patalea y resopla de emoción.
Los caballos a menudo tienen sus propias aventuras, como quedar atrapados en un remolino y escapar agarrando una rama en sus dientes y arrastrándose a la orilla. El poeta no deja de describir el agotamiento del colapso del caballo en la orilla, la preocupación del jinete y la posterior recuperación del caballo al levantarse, sacude alegremente su melena y comienza a cortar el pasto. Los poetas mongoles consideran importante describir los sentimientos y las acciones de un caballo, así como los de los personajes humanos. Por ejemplo, cuando Jangar se detiene para beber en un arroyo fresco y se deleita con la belleza de la naturaleza, el poeta también observa que Aranjagaan pasta y disfruta en la hierba. En otra agradable excursión, el jinete de Aranjagaan comienza a cantar, y Aranjagaan mueve sus cascos al ritmo de la canción. 
Héroes y caballos conversan entre sí regularmente. El héroe instará y reprenderá a su caballo, exigiendo más velocidad, como cuando Altan Gheej le dice a su caballo carmesí después de 50 días y noches de correr, «¿No eres conocido como una 'flecha voladora' o un 'águila azul'? ¿Por qué? ¿no ha cruzado su recinto después de tantos días? Si es así, ¿cuándo podemos llegar a nuestro destino? o al nadar en un mar, un héroe necesitado es un héroe. ¿Dónde está tu gran poder? ¿Cómo puedes irte a la deriva de esta manera?». Los caballos también les dirán a sus jinetes cuando ya no pueden más. Por ejemplo, cuando Sanale está huyendo de un demonio, su caballo sudado y agotado dice: «Mi maestro, he hecho todo lo posible y no puedo correr más rápido. Deshazte del demonio, o ambos tendremos problemas». En otra ocasión, el caballo rojo de Sanale relincha ruidosamente para despertar a su maestro de un profundo sueño ebrio, y luego lo reprende por dormir cuando debería estar matando demonios. Sanale, avergonzado, se disculpa con el caballo. El caballo rojo responde impasible: «Beber retrasos y beber mucho mata».
Los héroes en el Jangar muestran gran afecto por sus caballos. Frotarán cariñosamente la nariz de su caballo y los cuidarán en tiempos difíciles. Cuando Sanale se vio obligado a huir al desierto de Gobi, él y su caballo se agotaron de hambre y sed. El caballo vio una planta que reconoció como venenosa, pero no pudo resistirse a comerla. Inmediatamente se desplomó en agonía. Llorando, Sanale agarró el cuello del caballo y le dijo que no tenía nada que darle sino su propia carne, pero que debían continuar o sus enemigos los matarían. El caballo se conmovió profundamente ante la preocupación de su amo y lloró. Logró heroicamente levantarse y alejar a Sanale. Cuando el caballo más tarde se derrumba, Sanale intenta ayudarlo a ponerse de pie. Eventualmente, temiendo que sus perseguidores dañen al caballo debilitado, Sanale lo esconde en una cueva mientras él los combate. Durante una batalla agotadora, el caballo marrón de Sabar jadea: «Maestro, hemos luchado durante siete días, y me siento mareado y mareado debido a la falta de comida y agua. ¿Podemos simplemente salir corriendo y encontrar algo para comer?» Sabar abandona el campo de batalla, encuentra forraje para su caballo, toma una siesta mientras come el caballo, luego regresa a la batalla y continúa luchando.
Los caballos épicos se consideran posesiones preciosas, y la calidad del caballo de un hombre revela su estado y riqueza. Al presentar un nuevo héroe, los poetas inevitablemente incluyen una descripción del preciado corcel del héroe. Una de las descripciones de Sanale, por ejemplo, es que «monta un caballo carmesí que rara vez se ve en las estepas». Sabar se presenta al describir que tiene «un corcel acedero sin igual por un valor de 100,000 esclavos». Los accesorios del caballo también son importantes. El poeta describe la hermosa ropa de Jangar, luego agrega que Aranjagaan fue equipado con un cabestro dorado y largas riendas de plata. Debido a su valor, los caballos también son importantes en las negociaciones de paz; por ejemplo, Jangar busca comprar la paz a Sanale ofreciéndole los doce mejores caballos de su manada. Los caballos, Aranjagaan en particular, también están sujetos a demandas de rescate por parte de los codiciosos enemigos Khans. En varias ocasiones, los Khans hostiles exigen a Aranjagaan como tributo para evitar la guerra. Una de las consecuencias amenazadas para un enemigo derrotado es que todos sus caballos sean expulsados por el vencedor.
Los caballos juegan un papel clave a lo largo de la historia, proporcionando información y ayudando a los héroes contra enemigos. Sanale está casi seducido por un demonio hambriento disfrazado de una bella tentadora, pero su caballo resopla y se levanta la falda, revelando piernas peludas. El caballo carmesí de Altan Gheej está enganchado a los aleros del palacio de un enemigo Khan y tira hasta que todo el palacio se derrumba. El caballo granate de Sabar descubre de manera mágica que la patria de Sabar está siendo atacada y transmite un mensaje de Jangar a Sabar, pidiéndole que regrese y lo salve.
El hecho de que los caballos sirvan como animales de carne en la cultura de Mongolia no se ignora en la épica. Sanale advierte a su caballo rojo que si sus enemigos los atrapan, se lo comerán y convertirán su piel equina en botas. Los héroes llevan la carne seca del caballo como provisiones cuando se van. Durante un momento crítico en una batalla, Hongor le dice a su caballo: «Eres mi hermano más querido, un caballo raro. Nunca te han golpeado. Si fallas hoy, te despellejaré y me comeré tu carne». El caballo encuentra fuerza fresca y lucha. En otra ocasión, un héroe diferente advierte a Aranjagaan que el caballo sufrirá un destino similar si no llega a tiempo para ayudar en una batalla crítica. Aranjagaan responde que lo logrará a tiempo, pero que si el héroe no gana la batalla cuando llegue, Aranjagaan lo sacará y se romperá el cuello.

#### Catálogo de Caballos
De acuerdo con la tradición mongol de no dar nombres a los caballos, la mayoría de los caballos en el Jangar no tienen nombres, sino que se identifican por sus rasgos físicos. Cada caballo tiene un color que lo diferencia del resto.
Personaje - Caballo
- Jangar - Aranjagaan, Aranzhale
- Altan Gheej - caballo rojo
- Mengen Shigshirge - Oyomaa, el caballo negro
- Sanale - carmesí/caballo rojo
- Big Belly Guzan Gongbei - caballo negro «parecido a un elefante»
- Moligen Tabuga - caballo escarlata
- Sabar - caballo acedera con nariz blanca, caballo granate
- Hongor - caballo lívido
- Hija de Wuchuuhen Tib - caballo amarillo
- Jaan Taij - caballo leopardo amarillo
- Odon Chagaan - caballo amarillo

### Otros
En la versión mongol del ajedrez, la pieza más poderosa es el caballo.

## Productos

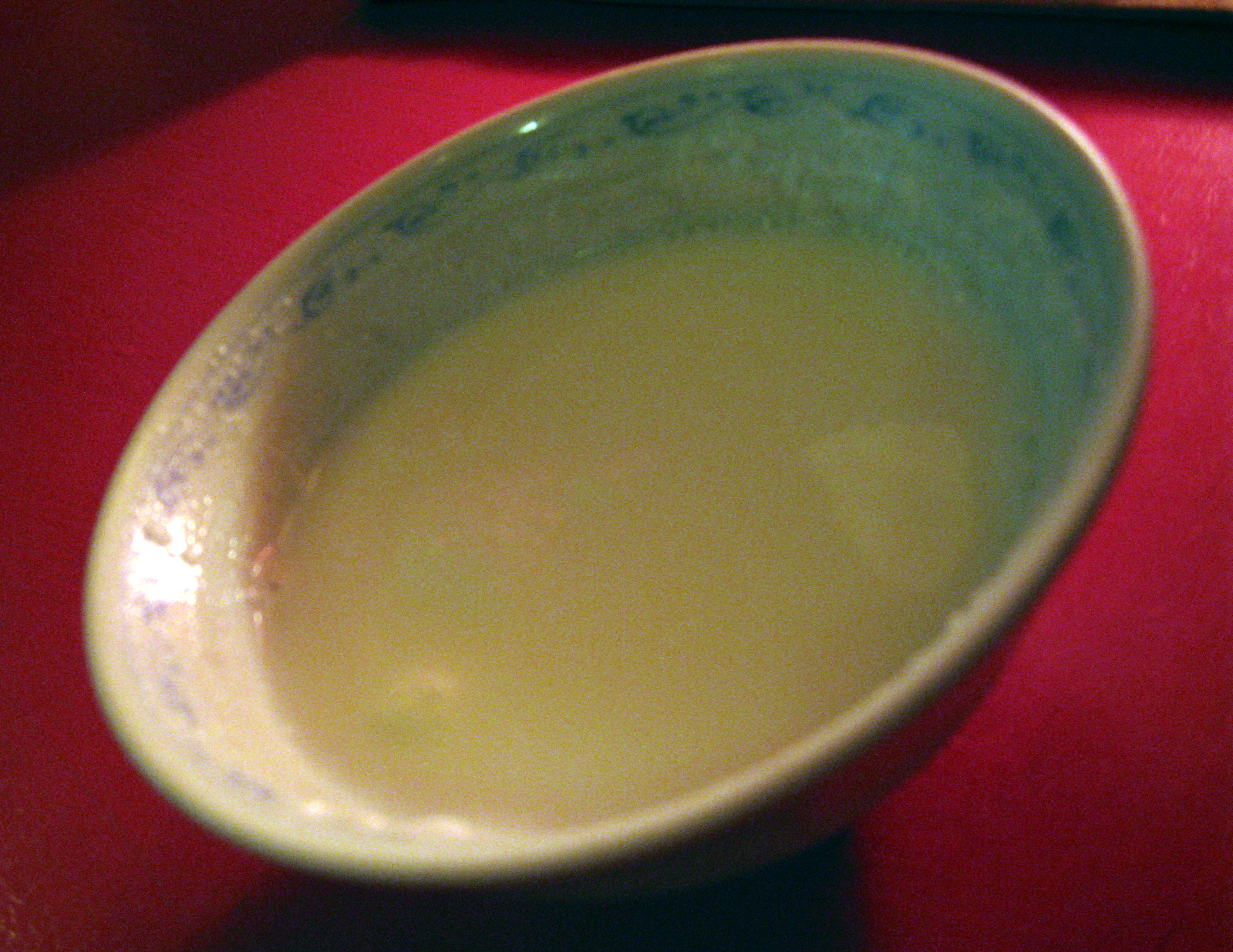
Kumis mongol(leche de yegua fermentada).

En Mongolia, los caballos son una mercancía bastante barata. En 2014, un buen caballo mongol se podía comprar por $ 140; uno simplemente decente por $ 100, y un caballo de carreras por $ 800 - $ 1000. En 1934, Henning Haslund informó haber visto innumerables manadas que se extendían hasta donde podía ver. Un hombre conocido poseía no menos de 14,000 caballos.
Los caballos mongoles son valorados por su leche, carne y pelo. William de Rubruck describió el proceso de ordeño histórico de la siguiente manera: «Estiran una cuerda larga en el suelo fijada a dos estacas atascadas en el suelo, y a esta cuerda atan hacia la tercera hora los potros de las yeguas que quieren ordeñar, las madres se paran cerca de su potro y se dejan ordeñar tranquilamente, y si una es demasiado salvaje, entonces un hombre toma el potro y se lo trae a ella, lo que le permite mamar un poco, luego lo quita y el ordeñador toma su lugar.» Hoy en día se sigue utilizando el mismo procedimiento. En el verano, las yeguas se ordeñan seis veces al día, una vez cada dos horas. Una yegua produce un promedio de 0.11 libras de leche cada vez, con una producción anual de 662 libras en total.

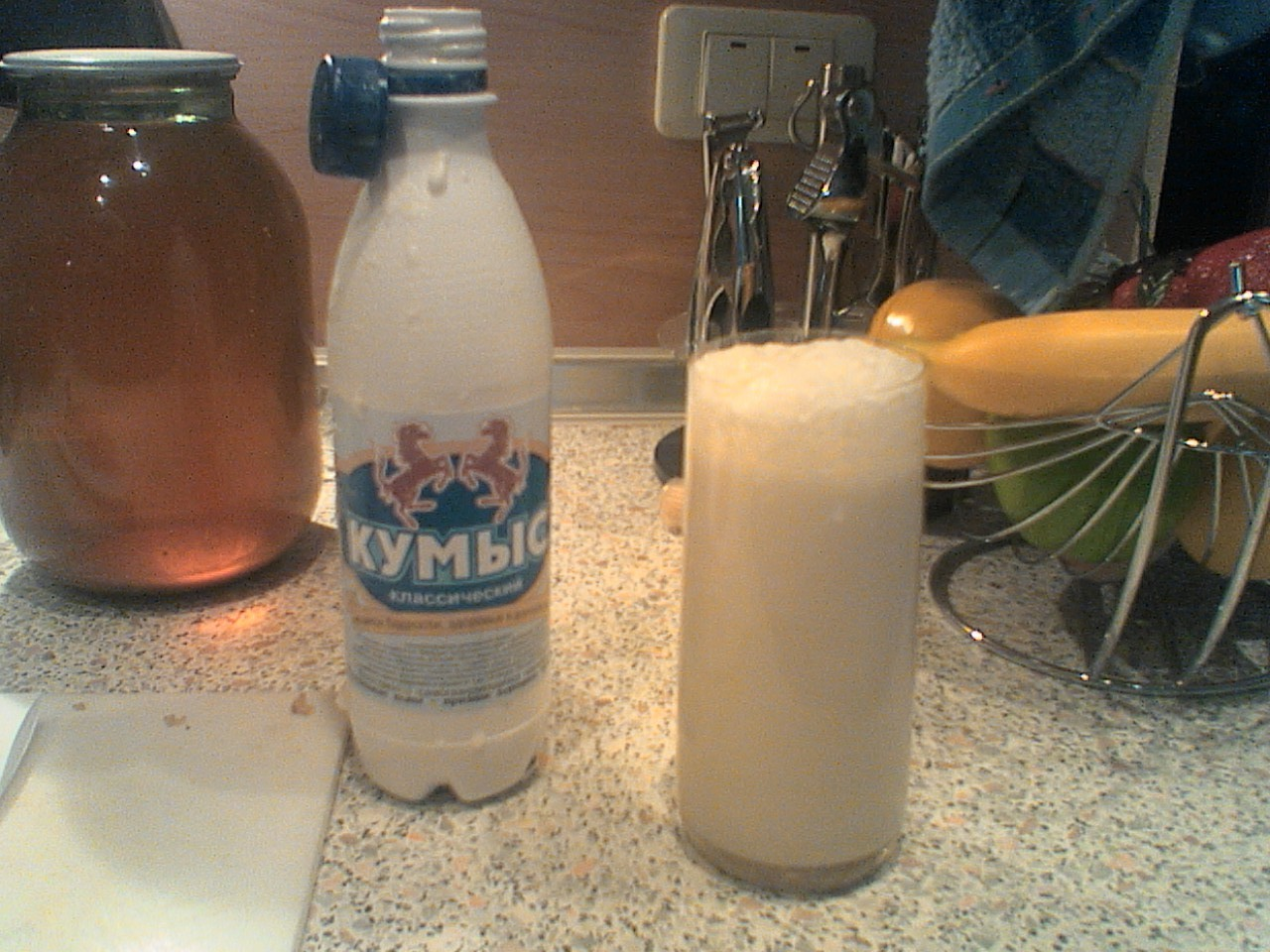
Una botella y vaso de kumis.

La leche se utiliza para hacer las bebidas fermentadas ubicuas de Mongolia, airag y kumis. Una variedad particular de kumis «negros», el caracosmos, fue hecha enteramente de la leche de yeguas negras; esto estaba reservado para la aristocracia. William de Rubruck informó que Batu Khan recolectó la leche de tres mil yeguas y que era enviada a su corte diariamente. En grandes manadas, los animales más gentiles son los caballos de leche preferidos. La leche también se hierve y se seca en trozos blancos duros que se pueden almacenar y comer en viajes. Durante la era comunista, las fábricas y minas de Mongolia continuaron manteniendo manadas de caballos específicamente con el propósito de proporcionar kusmis para sus trabajadores, lo que se consideró necesario para la salud y la productividad.
El ordeño de los caballos comienza a mediados de julio y dura hasta fines de noviembre, a veces hasta principios de diciembre. De los diversos animales ordeñados por los mongoles, los caballos dan leche por el segundo período más largo de tiempo (el ganado da leche por un período más largo). Se puede buscar el consejo de un lama para la fecha más propicia para comenzar el ordeño. Una ofrenda de la primera leche también se puede hacer a los espíritus en este momento. Por ejemplo, durante una celebración de primavera, un lama puede rociar la leche de la primera yegua del año sobre un ovoo.

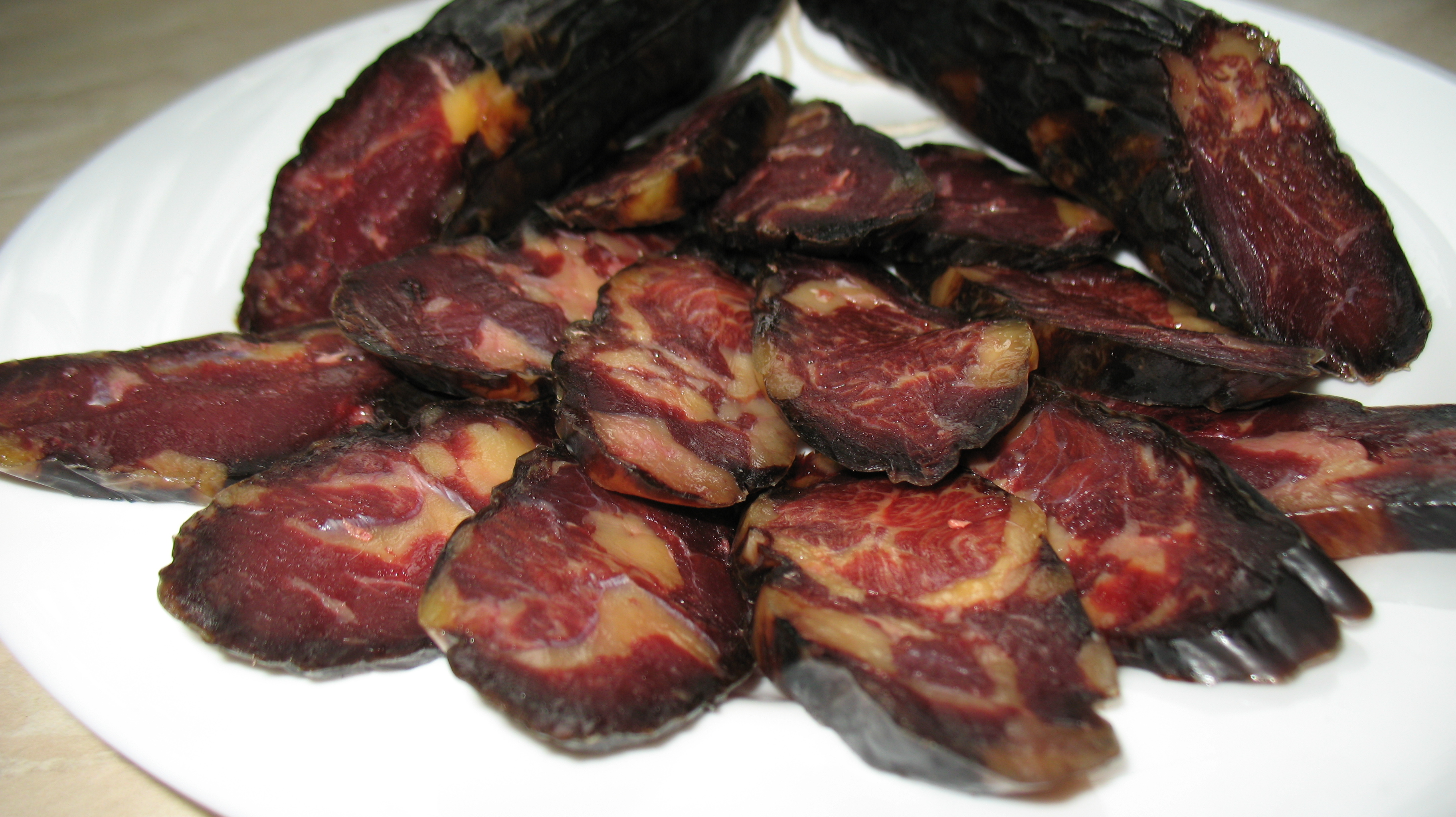
Embutido de carne de caballo.

Los caballos son considerados animales de carne en Mongolia. De cada 600 lb. el caballo mongol rinde alrededor de 240 lbs. de carne. El caballo en cuestión puede ser un animal viejo, estéril, herido o innecesario, como un semental que ha vivido más allá de su apogeo. La carne de los caballos se considera más segura para comer que la carne de otros animales.  Como explicó un mongol, «como el caballo no tiene enfermedades de las que se enferman otros animales, [sic] como la tuberculosis y otras enfermedades inflamatorias, su carne y leche se consideran limpias». William de Rubruck informó que los mongoles usaban los intestinos de los caballos para hacer salchichas. Se considera que los caballos tienen el cuarto tipo de carne más deseable, después de las ovejas, vacas y cabras. Se prefieren los animales maduros a los jóvenes, ya que el sabor se considera mejor. Los caballos se sacrifican a fines de noviembre, cuando los animales están en su mejor momento; se considera una mala práctica matarlos en verano.
También usarían el cuero de la parte trasera de la piel del caballo para hacer zapatos. La piel de caballo fue uno de los materiales utilizados para hacer la cuerda del arco compuesto de los mongoles. La piel de los caballos se prefería a la de otros animales porque se decía que mantenía su flexibilidad a pesar de las frías temperaturas de la estepa. Los guerreros mongoles también llevaban armaduras hechas de cuero de caballo empapado en orina de caballo. Los tambores utilizados por los chamanes en los rituales a menudo estaban hechos de piel de caballo.
El pelo del caballo se puede utilizar para una serie de productos. Las bandas de crin forman parte de la tradicional carpa mongol. El cabello también puede usarse para hacer cuerdas; se considera mejor que el cuero en condiciones húmedas, porque el agua se puede sacudir fácilmente con una cuerda de crin, pero no con una de cuero. Una técnica tradicional para hacer cuerdas requería la combinación de un tercio de pelo de caballo y dos tercios de lana.
El pelo de cola también se utilizó en la creación de instrumentos musicales. El tradicional violín de la cabeza de caballo de Mongolia tiene dos cuerdas hechas de pelo de caballo. La cuerda «masculina» está hecha de 136 pelos de la cola de un semental, mientras que la cuerda «femenina» está hecha de 105 pelos de la cola de una yegua. El arco también está hecho de pelo de caballo recubierto con resina.
Debido a la importancia espiritual de la melena de un caballo, el pelo negro y blanco se usaba para hacer pancartas de espíritu. El cabello negro indicaba un tirón de guerra y los pelos blancos un tirón de paz. El pelo negro fue tomado de caballos de la bahía. Los guerreros llevaban un casco de pico con un penacho de crin encima.
Como hay poca madera en la estepa, el estiércol seco de los animales se recolecta como combustible para el fuego. Bruun señala: «... especialmente el estiércol de caballo —y quizás sorprendentemente para los no iniciados— desprende una agradable fragancia que se parece a la del incienso».

## Caballos famosos
Los mongoles no dan nombres a sus caballos; más bien, los identifican por su color, marcas o cicatrices. Quizás debido a la costumbre mongol de no nombrar a sus caballos, hay pocos individuos ampliamente conocidos de la raza. Una excepción a esta regla es «Arvagarkheer», un caballo de carreras del siglo XVIII que venció a más de 1,000 caballos en una carrera. La ciudad de Arvaikheer lleva su nombre, y tiene una estatua pintada con un pañuelo azul atado alrededor del cuello en el valle de Arvaikheer.
Cuando el presidente de los Estados Unidos Joe Biden visitó Mongolia, le regalaron un caballo mongol. Lo llamó «celta» y ató dos nudos ceremoniales en la bufanda de seda azul alrededor del cuello del caballo. Esto asustó al caballo y se encabritó.